# Zapasy na Letnich Igrzyskach Olimpijskich 1988 – kategoria do 52 kg w stylu klasycznym
Zmagania mężczyzn do 52 kg to jedna z dziesięciu męskich konkurencji w zapasach w stylu klasycznym rozgrywanych podczas Letnich Igrzysk Olimpijskich 1988. Pojedynki w tej kategorii wagowej odbyły się w dniach 19 – 21 września.

## Klasyfikacja[1]
| Pozycja | Nazwisko              | Kraj              |
| ------- | --------------------- | ----------------- |
| 1       | Jon Rønningen         | Norwegia          |
| 2       | Atsuji Miyahara       | Japonia           |
| 3       | Lee Jae-seok          | Korea Południowa  |
| 4       | Aleksandr Ignatienko  | ZSRR              |
| 5       | Roman Kierpacz        | Polska            |
| 6       | Tibor Jankovics       | Czechosłowacja    |
| 7       | Christo Fiłczew       | Bułgaria          |
| 8       | Peter Stjernberg      | Szwecja           |
| 9       | Esa Murtoaro          | Finlandia         |
| 9       | Hu Richa              | Chiny             |
| 11      | Erol Kemah            | Turcja            |
| 11      | Serge Robert          | Francja           |
| 11      | Csaba Vadász          | Węgry             |
| 14      | Abd ar-Rahman Nana    | Maroko            |
| 14      | Shawn Sheldon         | Stany Zjednoczone |
| 14      | Abdolkarim Kakahadżi  | Iran              |
| 17      | Edvin Eduardo Vázquez | Gwatemala         |
| 17      | Jihad Sharif          | Jordania          |
| 17      | Florentino Tirante    | Filipiny          |
| 17      | Lamachi Elimu         | Kenia             |
| 17      | José Marques          | Portugalia        |

## Zasady
Uczestnicy zostali podzieleni na dwie grupy. Zawodnik który przegrał dwie walki odpadł z dalszej rywalizacji.
- TF — Łopatki
- ST — Przewaga (15 punktów różnicy, przewaga techniczna)
- PP — Na punkty (Pokonany zdobył punkty)
- PO — Na punkty (Pokonany bez punktów)
- P0 — Pasywność (Bez punktów)
- P1 — Pasywność (Przy prowadzeniu różnicą 1-11 punktów)
- PS — Pasywność (Przy prowadzeniu różnicą 12-14 punktów)
- PA — Kontuzja
- DQ — Dyskwalifikacja/Walkower

## Wyniki

### Rundy eliminacyjne

#### Grupa A
| Liczba porażek | Zawodnik              | Wynik    | Czas/Punkty | Zawodnik              | Liczba porażek |         |
| Runda 1        | Runda 1               | Runda 1  | Runda 1     | Runda 1               | Runda 1        | Runda 1 |
| -------------- | --------------------- | -------- | ----------- | --------------------- | -------------- | ------- |
| 0              | Erol Kemah            | 4-0 ST   | 18-0        | Florentino Tirante    | 1              |         |
| 0              | Christo Fiłczew       | 4-0 ST   | 16-0        | Jihad Sharif          | 1              |         |
| 0              | Tibor Jankovics       | 4-0 TF   | 0:49        | Edvin Eduardo Vázquez | 1              |         |
| 1              | Serge Robert          | 0-3 PO   | 0-9         | Atsuji Miyahara       | 0              |         |
| 1              | Abdolkarim Kakahadżi  | 1-3 PP   | 8-10        | Esa Murtoaro          | 0              |         |
| 0              | Aleksandr Ignatienko  |          |             | Bez walki             |                |         |
| Runda 2        |                       |          |             |                       |                |         |
| 0              | Aleksandr Ignatienko  | 4-0 TF   | 5:53        | Erol Kemah            | 1              |         |
| 2              | Florentino Tirante    | 0-4 DQ   |             | Christo Fiłczew       | 0              |         |
| 2              | Jihad Sharif          | 0-4 DQ   |             | Tibor Jankovics       | 0              |         |
| 2              | Edvin Eduardo Vázquez | 0-4 ST   | 0-15        | Serge Robert          | 1              |         |
| 0              | Atsuji Miyahara       | 3-1 PP   | 6-1         | Abdolkarim Kakahadżi  | 2              |         |
| 0              | Esa Murtoaro          |          |             | Bez walki             |                |         |
| Runda 3        |                       |          |             |                       |                |         |
| 1              | Esa Murtoaro          | 0-3 PO   | 0-10        | Aleksandr Ignatienko  | 0              |         |
| 2              | Erol Kemah            | 0-4 ST   | 0-17        | Christo Fiłczew       | 0              |         |
| 0              | Tibor Jankovics       | 3-0 P1   | 4:14        | Serge Robert          | 2              |         |
| 0              | Atsuji Miyahara       |          |             | Bez walki             |                |         |
| Runda 4        |                       |          |             |                       |                |         |
| 0              | Atsuji Miyahara       | 4-0 ST   | 16-0        | Esa Murtoaro          | 2              |         |
| 0              | Aleksandr Ignatienko  | 3.5-0 PS | 5:12        | Christo Fiłczew       | 1              |         |
| 0              | Tibor Jankovics       |          |             | Bez walki             |                |         |
| Runda 5        |                       |          |             |                       |                |         |
| 1              | Tibor Jankovics       | 0-3 P1   | 4:23        | Aleksandr Ignatienko  | 0              |         |
| 0              | Atsuji Miyahara       | 3-1 PP   | 10-6        | Christo Fiłczew       | 2              |         |
| Runda 6        |                       |          |             |                       |                |         |
| 2              | Tibor Jankovics       | 0-3 P1   | 3:53        | Atsuji Miyahara       | 0              |         |
| 0              | Aleksandr Ignatienko  |          |             | Bez walki             |                |         |
| Runda 7        |                       |          |             |                       |                |         |
| 1              | Aleksandr Ignatienko  | 1-3 PP   | 3-4         | Atsuji Miyahara       | 0              |         |

#### Klasyfikacja
| Zawodnik              | Przegrane | Runda | Punkty |
| --------------------- | --------- | ----- | ------ |
| Atsuji Miyahara       | 0         | -     | 19     |
| Aleksandr Ignatienko  | 1         | -     | 14.5   |
| Tibor Jankovics       | 2         | 6     | 11     |
| Christo Fiłczew       | 2         | 5     | 13     |
| Esa Murtoaro          | 2         | 4     | 3      |
| Erol Kemah            | 2         | 3     | 4      |
| Serge Robert          | 2         | 3     | 4      |
| Abdolkarim Kakahadżi  | 2         | 2     | 2      |
| Edvin Eduardo Vázquez | 2         | 2     | 0      |
| Jihad Sharif          | 2         | 2     | 0      |
| Florentino Tirante    | 2         | 2     | 0      |

#### Grupa B
| Liczba porażek | Zawodnik         | Wynik   | Czas/Punkty | Zawodnik           | Liczba porażek |         |
| Runda 1        | Runda 1          | Runda 1 | Runda 1     | Runda 1            | Runda 1        | Runda 1 |
| -------------- | ---------------- | ------- | ----------- | ------------------ | -------------- | ------- |
| 1              | José Marques     | 0-4 PA  | 4:08        | Peter Stjernberg   | 0              |         |
| 0              | Lee Jae-seok     | 4-0 ST  | 17-2        | Abd ar-Rahman Nana | 1              |         |
| 1              | Csaba Vadász     | 0-3 PO  | 0-10        | Roman Kierpacz     | 0              |         |
| 1              | Lamachi Elimu    | 0-4 ST  | 2-18        | Hu Richa           | 0              |         |
| 0              | Jon Rønningen    | 3-1 PP  | 4-1         | Shawn Sheldon      | 1              |         |
| Runda 2        |                  |         |             |                    |                |         |
| 2              | José Marques     | 0-4 PA  |             | Lee Jae-seok       | 0              |         |
| 0              | Peter Stjernberg | 3-1 PP  | 5-3         | Abd ar-Rahman Nana | 2              |         |
| 1              | Csaba Vadász     | 4-0 TF  | 1:20        | Lamachi Elimu      | 2              |         |
| 1              | Roman Kierpacz   | 1-3 PP  | 5-6         | Jon Rønningen      | 0              |         |
| 0              | Hu Richa         | 2-0 P0  | 4:08        | Shawn Sheldon      | 2              |         |
| Runda 3        |                  |         |             |                    |                |         |
| 1              | Peter Stjernberg | 1-3 PP  | 5-7         | Lee Jae-suk        | 0              |         |
| 2              | Csaba Vadász     | 0-3 PO  | 0-6         | Jon Rønningen      | 0              |         |
| 1              | Roman Kierpacz   | 3-1 PP  | 3-1         | Hu Richa           | 1              |         |
| Runda 4        |                  |         |             |                    |                |         |
| 2              | Peter Stjernberg | 1-3 PP  | 2-8         | Roman Kierpacz     | 1              |         |
| 0              | Lee Jae-seok     | 3-0 P1  | 5:35        | Hu Richa           | 2              |         |
| 0              | Jon Rønningen    |         |             | Bez walki          |                |         |
| Runda 5        |                  |         |             |                    |                |         |
| 0              | Jon Rønningen    | 3-1 PP  | 5-1         | Lee Jae-seok       | 1              |         |
| 1              | Roman Kierpacz   |         |             | Bez walki          |                |         |
| Runda 6        |                  |         |             |                    |                |         |
| 2              | Roman Kierpacz   | 1-3 PP  | 3-4         | Lee Jae-seok       | 1              |         |
| 0              | Jon Rønningen    |         |             | Bez walki          |                |         |

#### Klasyfikacja
| Zawodnik           | Przegrane | Runda | Punkty |
| ------------------ | --------- | ----- | ------ |
| Jon Rønningen      | 0         | -     | 12     |
| Lee Jae-seok       | 1         | -     | 18     |
| Roman Kierpacz     | 2         | 6     | 11     |
| Peter Stjernberg   | 2         | 4     | 9      |
| Hu Richa           | 2         | 4     | 7      |
| Csaba Vadász       | 2         | 3     | 4      |
| Abd ar-Rahman Nana | 2         | 2     | 1      |
| Shawn Sheldon      | 2         | 2     | 1      |
| Lamachi Elimu      | 2         | 2     | 0      |
| José Marques       | 2         | 2     | 0      |

### Runda finałowa[15]
| Zawodnik                  | Wynik                 | Czas/Punkty           | Zawodnik              |                       |
| Pojedynek o 7 miejsce     | Pojedynek o 7 miejsce | Pojedynek o 7 miejsce | Pojedynek o 7 miejsce | Pojedynek o 7 miejsce |
| ------------------------- | --------------------- | --------------------- | --------------------- | --------------------- |
| Christo Fiłczew           | 3-1 PP                | 9-3                   | Peter Stjernberg      |                       |
| Pojedynek o 5 miejsce     |                       |                       |                       |                       |
| Tibor Jankovics           | 0-3 P1                | 3:29                  | Roman Kierpacz        |                       |
| Pojedynek o brązowy medal |                       |                       |                       |                       |
| Aleksandr Ignatienko      | 1-3 PP                | 3-4                   | Lee Jae-seok          |                       |
| Finał                     |                       |                       |                       |                       |
| Atsuji Miyahara           | 1-3 PP                | 7-12                  | Jon Rønningen         |                       |